# Let's Get Crazy
Let's Get Crazy je píseň americké pop zpěvačky, textařky a herečky Miley Cyrus, kterou zpívá jako Hannah Montana - alter ego Miley Stewart - postavu, kterou hraje v Disney Channel televizních sériích Hannah Montana. Premiéru měla na Radio Disney dne 19. ledna 2009 jako propagace pro Hannah Montana: The Movie a jeho soundtrack. Karaoke verze jsou k dispozici v Karaoke Series Disney: Hannah Montana 3. Skladba je hudebně ve stylu pop rocku a synthpopu. Textově, píseň hovoří o zábavě a ztrátě zábran.
Píseň obdržela kritický úspěch a úspěšně si vedla v několika zemích, ve srovnání s Mileyiným předchozím úsilím jako Hannah. Píseň dosáhla vrcholu v nejvyšší mezinárodní Canadian Hot 100 na příčce dvacet šest. Proto se stal jejím 'nejvyšším dosaženým umístěním písně jako Hannah v Kanadě. Pro píseň nebylo nikdy vytvořeno oficiální hudební video, ale byly natočeny tři propagační klipy, z nichž dvě se vysílaly na Disney Channel. Miley propagovala píseň prostřednictvím při několika příležitostech, včetně představení na svém druhém turné, Wonder World Tour.

## Pozadí
Píseň je spojená s dance-rockem, teen pop rockem a popem s mírným dotekem country. Jsou také používány elektrické kytary a syntezátory. Na začátku písně jsou slyšet spouště fotoaparátů paparazzi. Píseň je napsána v tónině moll. Mileyin zpěv má rozpětí dvou oktáv, od A3 až po C5. Píseň má následující akordy: A5-C5-D5.
Píseň byla napsána Colleen Fitzpatrick známou jako Vitamin C, Michael Kotchem, Dave Derbym, Michael „Smidi“ Smithem, Stefanie Ridel, Mim Nervo a Liv Nervo. Slova písně se točí kolem party a zábavy, jednou odkazuje na vedení dvojího života, „Vidíš mě na obálce časopisu, věci jsou vždy jiné, než jakými se zdají být.“

## Ohlas kritiků

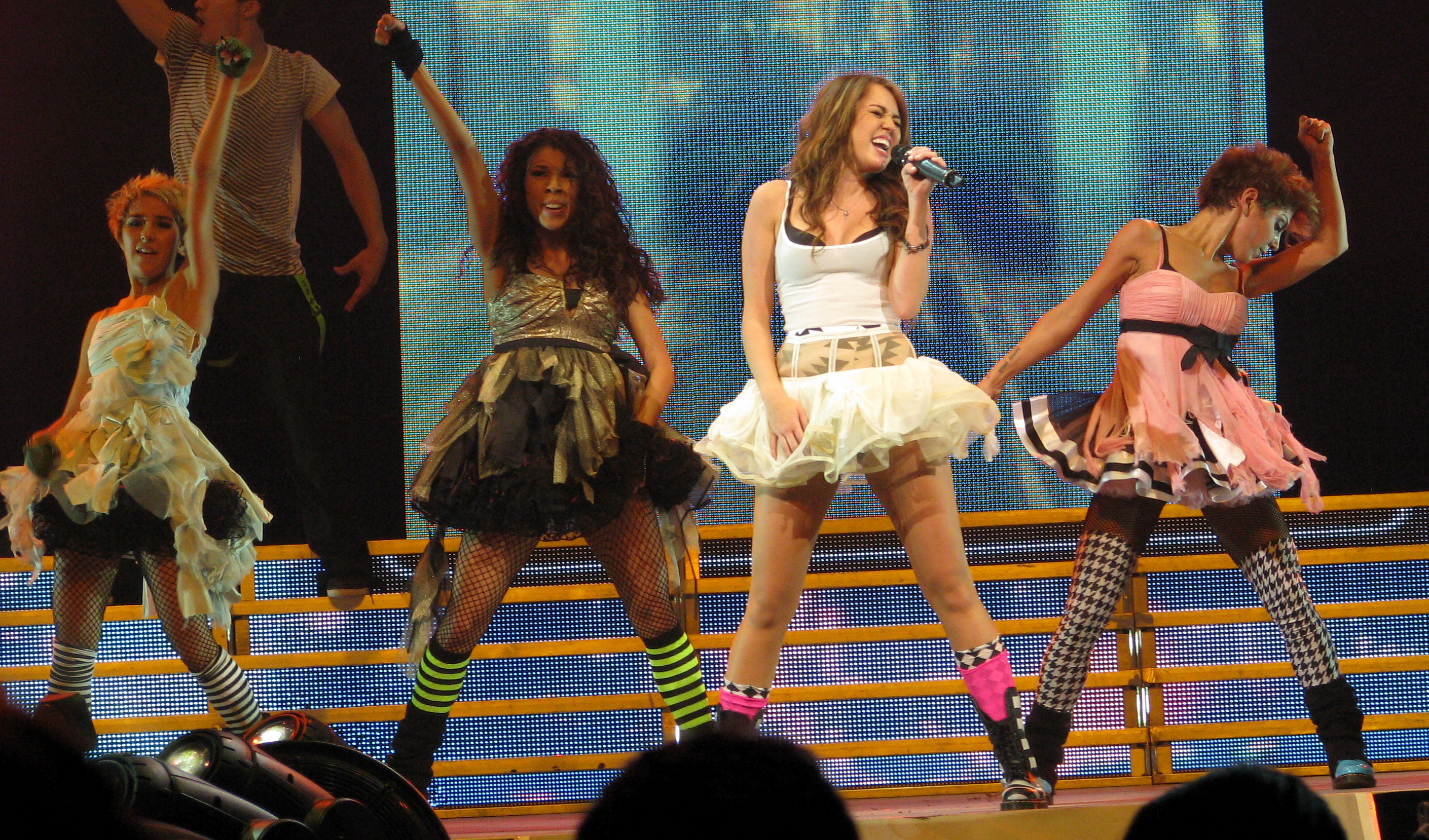
Miley a její tanečníci provedení „Let's Get Crazy“ na Wonder World Tour.

Píseň obdržela celkově kladné hodnocení ze strany kritiků. Warren Truitt na About.com uvedl, že „Let's Get Crazy“ byla zrcadlem hudebního stylu Gwen Stefani. Allmusic recenzent Heather Fáres popsal píseň negativně, jako „šumící karikaturu popu“, vzdalující se od původních hudebních vlivů Britney Spears, Christiny Aguilery, Avril Lavigne. Leah Greenblatt z Entertainment Weekly uvedl, že píseň byla "demografická", kvůli „těžké konfekci elektrické kytary“. Owen Gleiberman, také z Entertainment Weekly věnoval pozornost linii "Každý to může rozjet jako superstar!", říká, že to byla „jeho mantra“. Gleiberman dodal, že píseň je jako „mrazivě suchá [verze] Avril Lavigne.“ Po zhlédnutí Mileyina 'Wonder World Tour, Jim Harrington, píšící pro Oakland Tribune, popsal „Let's Get Crazy“ jako „legraci“.

## Umístění v žebříčcích
Píseň obdržela průměrné airplay díky tomu, že není dostupná pro běžné rádio, ale jen Radio Disney. Nicméně, píseň debutovala u čísla třiatřicet na Hot Digital Songs, které ji dovedly do Billboard Hot 100, na konci týdne 11. dubna 2009. Píseň debutovala a vyšplhala se na číslo padesát sedm v Hot 100 a strávila tam celkem tři následující týdny v žebříčku. Ve stejném týdnu píseň debutovala a vyšplhala se na číslo dvacet šest v Canadian Hot 100 vzhledem ke své pozici na čísle jedenáct v Hot Canadian Digital Singles. Píseň pak několikrát stoupala a klesala až do vypadnutí z žebříčku na konci týdne 9. května.

## Propagační hudební videa
První propagační klip, režírovaný Peterem Chelsomem, je výňatek z Hannah Montana: The Movie a mělo premiéru na Disney Channel 19. ledna 2009.
Video začíná příchodem Hanny (Miley Cyrus) na oslavu šestnáctých narozenin Lilly (Emily Osment) a následně je davem svých fanoušků vytažena na pódium. Miley se to Lilly snaží vysvětlit a říká, „Slibuju, že ti to vynahradím“ A Lilly odpoví, „Tohle mi nemůžeš nikdy vynahradit“. Hannah poté zpívá píseň doprovázená Stevem Rushtonem na kytaru. Video končí, když Rico (Moises Arias) vyhazuje do vzduchu obrovský narozeninový dort a postříká jím všechny okolo.
Druhé propagační hudební video pro „Let's Get Crazy“ bylo natočeno jako propagace pro soundtrack. Video byla vydáno v březnu 2009 na Disney.com a obsahuje Miley, která zpívá v nahrávacím studiu. Jednalo se o součást série propagačních videí s názvem Miley Sessions.

## Živé vystoupení

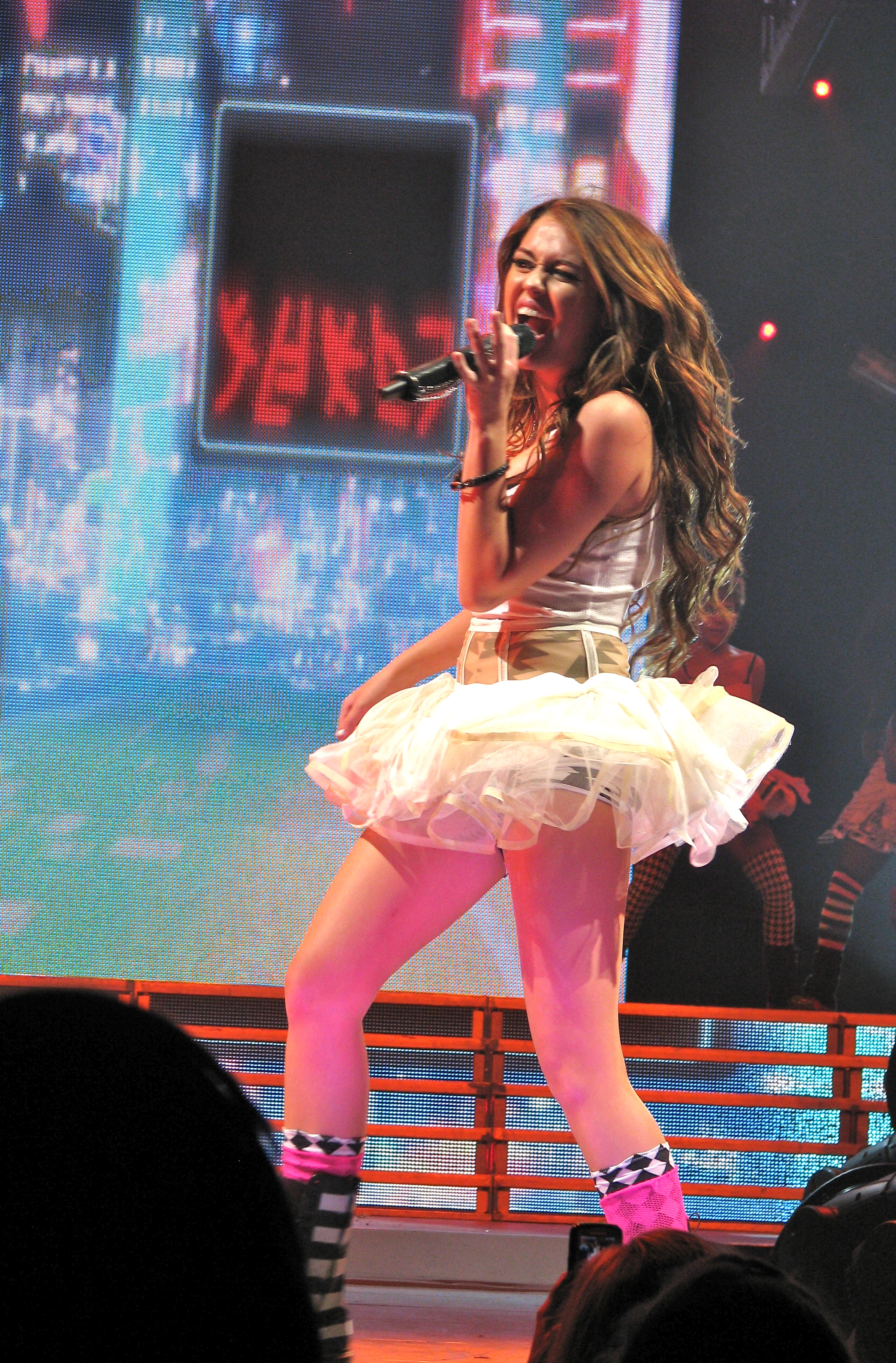
Miley zpívá "Let's Get Crazy" během Wonder World Tour.

Miley, oblečená jako Hannah, premiérově zazpívala „Let's Get Crazy“, spolu s dalšími osmi písněmi na koncertě pro nahrávání třetí sezóny Hannah Montana, který se uskutečnil 10. října v Irvine v Kalifornii ve Verizon Wireless Amphitheatre. Video mělo později premiéru 1. července 2009 na Disney Channel jako propagace pro Hannah Montana 3.
Předcházen „Fly on the Wall“ a následován „Hoedown Throwdown“, „Let's Get Crazy“ je jedním z písní na seznamu Mileyina druhého turné, Wonder World Tour. Píseň je jednou ze dvou písní Hanny Montany, které zazpívala jako ona sama. Při vystoupení se na pár obrazovkách nad hlavami diváků přehrávaly klipy s tematikou asijské kultury.